# Distopia
Distopia (em grego clássico: δυστοπία; romaniz.: dystopía; lit. "lugar infeliz, ruim"), também chamado cacotopia (em grego clássico: κακοτοπία; romaniz.: kakotopía; lit. "lugar perverso, cruel") ou ainda antiutopia (em grego clássico: αντιουτοπία; romaniz.: antioutopía; lit. "antônimo de lugar bom demais pra existir") são quaisquer representações ou descrições, organizacionais ou sociais, cujo valor represente a antítese da utopia ou promova a vivência em uma "utopia negativa". O termo também se refere a um lugar, época ou Estado fictício em que se vive sob condições de opressão extrema, desespero e/ou privação. As distopias são geralmente caracterizadas por totalitarismos ou autoritarismos (controle opressivo de toda uma sociedade), por anarquias (desagregação social), por condições econômicas, populacionais ou degradação ambiental levadas a um extremo. A tecnologia por vezes se insere nesse contexto como uma ferramenta de controle, seja por parte do Estado, instituições ou corporações, ou ainda como uma ferramenta de opressão escapado ao controle humano.

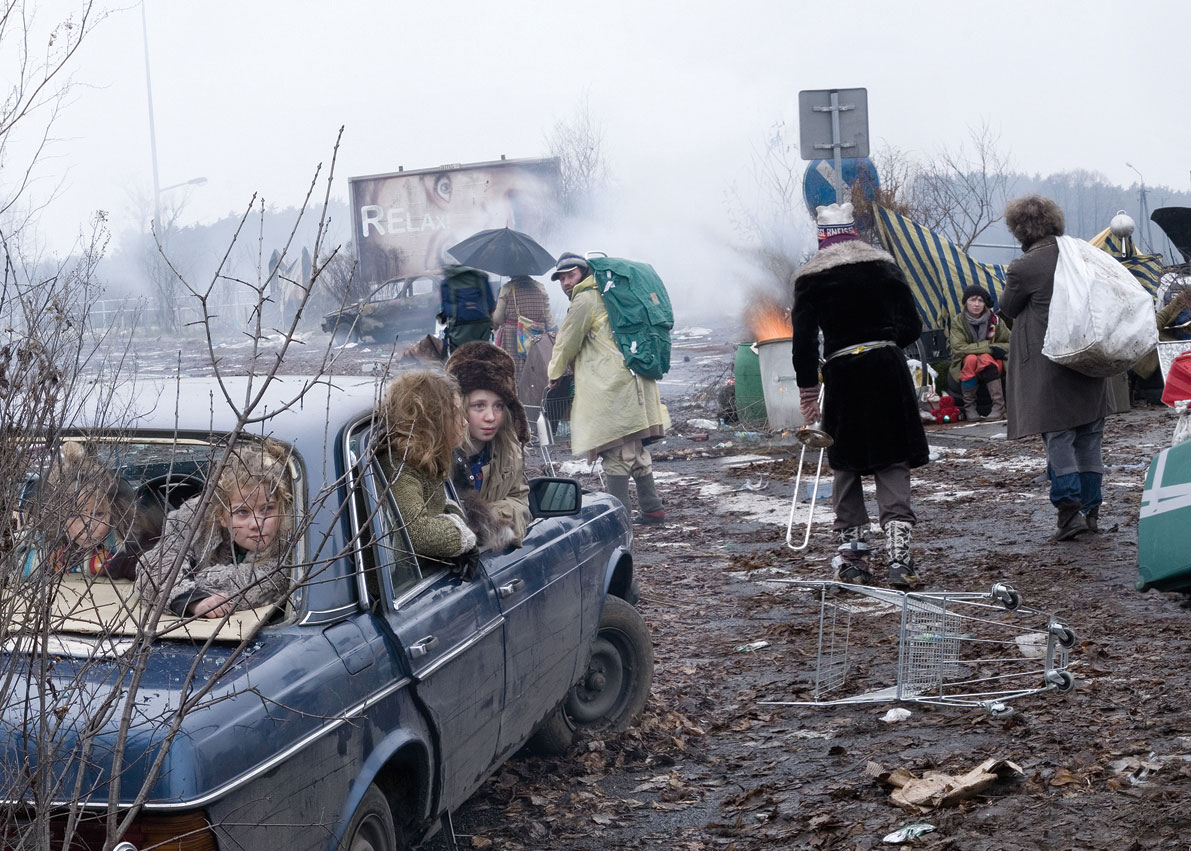
People Leaving the Cities, arte fotográfica de Zbigniew Libera, imagina um futuro distópico no qual as pessoas precisam deixar as metrópoles moribundas.

No contexto de patologia,  é uma posição anômala de um órgão, ectopia.
Distopias são frequentemente criadas como alertas ou sátiras, mostrando as atuais convenções sociais e limites extrapolados ao máximo. Uma distopia está intimamente conectada à sociedade atual. Nesse aspecto, distopias diferem fundamentalmente das utopias, que representam sistemas sociais idealizados e sem raízes na sociedade atual, figurando em outra época ou tempo ou após uma grande descontinuidade histórica. Um número considerável de histórias de ficção científica e cyberpunk, ambientadas em um futuro mais ou menos próximo, usam padrões distópicos onde corporações de alta tecnologia dominam um mundo com Estados e instituições enfraquecidas.
Na literatura, famosas distopias foram concebidas por George Orwell (1903–1950) e Aldous Huxley (1894–1963).
A historiadora Jill Lepore sugeriu em um artigo de 2017 que a distopia teria se tornado um campo literário apropriado para disputas políticas entre ideologias opostas, esvaziando o gênero no processo. Todavia, isso não se trata de uma novidade, considerando que a intenção de Orwell era semelhante. Portanto, desde sua gênese, a distopia é um "gênero literário por si só intrinsecamente político. Talvez o gênero mais político que há, ao menos junto da sátira", tendo em vista a sua utilização como método de crítica política.

## Origem e significado
O primeiro uso conhecido da palavra 'distopia' apareceu num discurso ao Parlamento Britânico por Gregg Webber e John Stuart Mill, em 1868. Nesse discurso, Mill disse:
| “ | É, provavelmente, demasiado elogioso chamá-los utópicos; deveriam em vez disso s er chamados dis-tópicos ['dis-' do grego antigo δυσ, translit. dys: 'dificuldade, dor'] ou caco-tópicos ['caco-', do grego κακός, translit. kakós: 'mau, ruim']. O que é comumente chamado utopia é demasiado bom para ser praticável; mas o que eles parecem defender é demasiado mau para ser praticável. | ” |

Portanto, Mill se referia a um lugar mau, ao oposto de utopia.
Em grego, a partícula δυσ (translit. "dis" ou "dys") exprime 'dificuldade, dor, privação, infelicidade'; a palavra τόπος (translit., topos) significa 'lugar'. Portanto, 'distopia' quer dizer 'lugar infeliz, ruim'. Já a palavra 'utopia' se compõe de ου (translit. ou, latinizado como u-), advérbio de negação, e τόπος, 'lugar'. Assim, utopia  significa 'lugar nenhum', e distopia significa 'lugar ruim'.

## Traços comuns de uma sociedade distópica

Participação global da riqueza por grupo de riqueza, Credit Suisse, 2021

A maioria das distopias se relacionam com a realidade, mas frequentemente se referem a um futuro imaginado ou a um mundo paralelo no qual as distopias foram desenvolvidas pela ação ou pela falta de ação humana, seja por intenções cruéis ou por ignorância.
A literatura distópica costuma apresentar pelo menos alguns dos seguintes traços:
1. Conteúdo moral, projetando o modo como os nossos dilemas morais presentes figurariam no futuro.
2. Crítica social, apresentando as simpatias políticas do autor.
3. Exploração de uma estupidez coletiva.
4. Poder mantido por uma elite, mediante a somatização e consequente alívio de certas carências e privações do indivíduo.
5. Discurso pessimista, raramente "flertando" com a esperança.
6. Violência e desumanização banalizadas e generalizadas.

## Exemplos de distopia nos livros, cinema, animes e videogames
- Totalitarista:
  - O Senhor do Mundo
  - 1984
  - A Revolta de Atlas
  - A Nascente
  - V de Vingança
  - Jogos Vorazes
  - O Doador de Memórias
  - Watchmen
  - Delírio
  - BioShock Infinite
  - O Senhor das Moscas
  - A Rainha Perdida
  - Attack on Titan
  - Divergente
  - Berserk
- Corporativista:
  - Robocop
  - Clube da Luta
  - Rollerball
  - Soylent Green
  - Divergente
  - A Rainha Vermelha
  - O Exterminador do Futuro 2
  - Blade Runner
  - Admirável Mundo Novo
  - Ready Player One
  - Maze Runner
  - The Mandalorian
  - Tomorrowland
  - Futureworld
  - Westworld
  - 3%
  - Onisciente
  - Ergo Proxy
  - Mirai Nikki
  - Round 6/Squid Game
  - Dorohedoro
- Ambiental:
  - Nausicaä do Vale do Vento
  - A Quinta Onda
- Anárquica:
  - Battle Royale
  - Watch Dogs
  - O Preço do Amanhã
  - Matrix
  - BioShock
  - Akira
  - Tron
  - Avalon
  - Cyberpunk 2020
  - Cyberpunk 2077
  - EXistenZ
  - Ghost In The Shell
  - Cowboy Beebop
  - Ergo Proxy
  - Johnny Mnemonic
  - Looper
  - Metropolis
  - Natural City
  - Nirvana
  - Pandorum
  - Repo Men
  - O Exterminador do Futuro
  - Videodrome
  - Surrogates
  - Wall-E
  - Psycho-Pass
  - Bacurau
  - Andor
  - Love, Death & Robots
  - The Legend of Mother Sarah
  - BLAME!
  - Dragon Head
  - The Drifting Classroom
- Consumista:
  - Clube da Luta
- Pandêmica:
  - 12 Macacos
  - Filhos da Esperança
  - Ensaio sobre a Cegueira
  - Resident Evil
  - The Walking Dead
  - I Am a Hero
  - Spontaneous
  - A Quiet Place
  - Bird Box
- Moral
  - The Leftovers
  - Black Mirror
  - Beleza Americana
  - Cisne Negro
- Religiosa:
  - O Livro de Eli
  - O Conto da Aia
  - Divino Amor
  - Tokyo!
  - A Decadência de uma Espécie
- Militar:
  - Equilibrium
  - Fallout
  - ' 'Secret Level 
  - Evangelion
  - Code Geass
  - Chainsaw Man
  - Pluto
  - Psycho-pass
  - Eden
- Criminal:
  - Laranja Mecânica
  - Fuga de Nova York
  - Soylent Green
  - Mad Max
  - Planeta dos Macacos
  - Logan's Run
  - The 100
  - Expresso do Amanhã
  - Apocalipse
  - Alice in Borderland
  - 20th Century Boys
- Alienígena:
  - Guerra dos Mundos
  - A Hospedeira
  - Distrito 9
  - Assassination Classroom
- Cômica:
  - Brazil
  - Idiocracia
  - Zom 100